# Heinrich Jürgensen
Heinrich Jürgensen (* 4. Januar 1899 in Kiel; † nach 1939) war ein deutscher Ingenieur und Obergruppenführer des NSKK.

## Leben und Wirken
Jürgensen war von Beruf Ingenieur. Er gründete in Schleswig-Holstein die Motor-SA, trat Anfang 1931 der NSDAP (Mitgliedsnummer 459.351) und dem NSKK bei und wurde Führer der Motorobergruppe Nord. 1933 übernahm er die Motorbrigade Nordmark und wurde 1935 zum Kraftfahrinspekteur Nord ernannt.
In seiner Funktion als NSKK-Gruppenführer kandidierte Jürgensen auf dem Wahlvorschlag der NSDAP auf dem Listenplatz mit der Nummer 418 bei der Wahl zum Deutschen Reichstag am 29. März 1936, zog aber nicht in den nationalsozialistischen Reichstag ein. Er wohnte damals in Berlin W 35, Graf-Spee-Straße 6. Noch vor Ausbruch des Zweiten Weltkrieges wechselte er als NSKK-Obergruppenführer nach Hamburg.

## Ehrungen
Am 30. Januar 1939 wurde ihm das Goldene Parteiabzeichen der NSDAP verliehen.